# Cattedrale di San Paolo (Lodejnoe)
La cattedrale di San Paolo di Lodejnoe è il principale luogo religioso ortodosso della città di Lodejnoe Pole, in Russia. La chiesa è in stile moderno.